# Passiflora tricuspis
Passiflora tricuspis är en passionsblomsväxtart som beskrevs av Maxwell Tylden Masters. Passiflora tricuspis ingår i släktet passionsblommor, och familjen passionsblomsväxter. Inga underarter finns listade i Catalogue of Life.